# کارلا هایدن
کارلا دایان هایدن (زاده ۱۰ اوت ۱۹۵۲) یک کتابدار آمریکایی است که به عنوان چهاردهمین کتابدار کنگره خدمت می‌کند. هایدن هم اولین آمریکایی آفریقایی‌تبار و هم اولین زنی است که این پست را به دست آورده است. او در سال ۲۰۱۶ منصوب شد و از سال ۱۹۷۴ به عنوان نخستین کتابدار حرفه‌ای است که این مقام را به عهده گرفته است.
هایدن کار خود را در کتابخانه عمومی شیکاگو آغاز کرد و مدرک دکترا گرفت. در علم کتابداری از دانشگاه شیکاگو. از سال ۱۹۹۳ تا ۲۰۱۶، مدیر عامل کتابخانه آزاد انوک پرت در بالتیمور، مریلند، و رئیس انجمن کتابخانه آمریکا (ALA) از سال ۲۰۰۳ تا ۲۰۰۴ بود. در طول دوران ریاست خود، او صدای اصلی ALA در مخالفت با مفاد قانون میهن‌پرستی ایالات متحده بود که به تازگی بر خدمات اطلاعات عمومی تأثیر می‌گذاشت.
در سال ۲۰۲۰، او به عضویت انجمن فلسفی آمریکا انتخاب شد.

## اوایل زندگی
هایدن در تالاهاسی، فلوریدا به دنیا آمد. پدرش، بروس کنارد هایدن جونیور، در آن زمان مدیر بخش سازهای زهی در دانشگاه A&M فلوریدا بود و مادرش کالین هایدن (با نام خانوادگی داولینگ)، یک مددکار اجتماعی بود. والدین او در حین تحصیل در دانشگاه میلیکن در دکیتر، ایلینوی، با یکدیگر آشنا شدند. هایدن در شهر نیویورک بزرگ شد. وقتی ۱۰ ساله بود، والدینش از هم جدا شدند و او با مادرش به شیکاگو نقل مکان کرد. او یک برادر ناتنی کوچک‌تر از ازدواج دوم پدرش به نام بروس کنارد هایدن سوم داشت که در سال ۱۹۹۲ درگذشت.
خانواده مادر هایدن اهل هلنا، آرکانزاس بودند. خانواده مادری پدرش که در نهایت در دوکوئین، ایلینوی ساکن شدند، سابقاً به بردگی درآمده بودند، که در کتاب «خوب است که سیاه‌پوست باشی» نوشته روی برکلی گودوین به آن اشاره شده است.
هایدن بیان کرده است که علاقه‌اش به خواندن از کتاب «آوریل درخشان» اثر مارگریت دی آنجلی، که در سال ۱۹۴۶ دربارهٔ دختری جوان سیاه‌پوست در گروه براونی‌ها نوشته شده، الهام گرفته است. در حین تحصیل در دبیرستان ساوت‌شور شیکاگو، هایدن به کتاب‌های تاریخ بریتانیا و معمایی ساده علاقه‌مند شد. او به کالج مک‌موری در جکسون‌ویل، ایلینوی رفت و سپس به دانشگاه روزولت منتقل شد.
او تا بعد از فارغ‌التحصیلی از دانشگاه روزولت با مدرک علوم سیاسی و تاریخ آفریقا در سال ۱۹۷۳ به فکر حرفه‌ای در کتابخانه‌ها نبود. هایدن در سال ۱۹۷۷ مدرک کارشناسی ارشد خود را در رشته علوم کتابداری دریافت کرد و در سال ۱۹۸۷ دکترای علوم کتابداری را هر دو از مدرسه عالی کتابداری دانشگاه شیکاگو کسب کرد.

## شغل

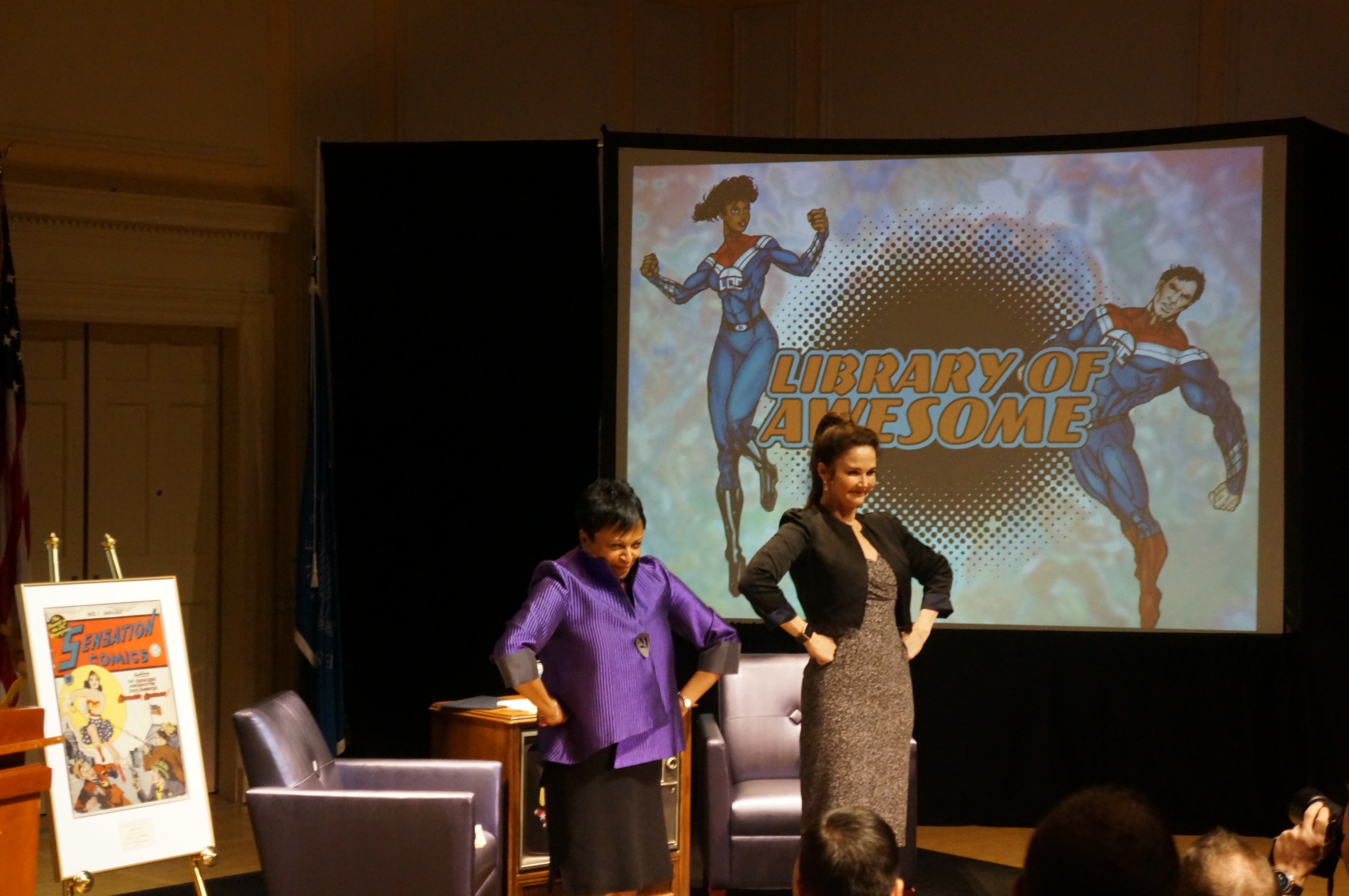
دکتر هایدن (سمت چپ) با بازیگر لیندا کارتر ژست می‌گیرد.

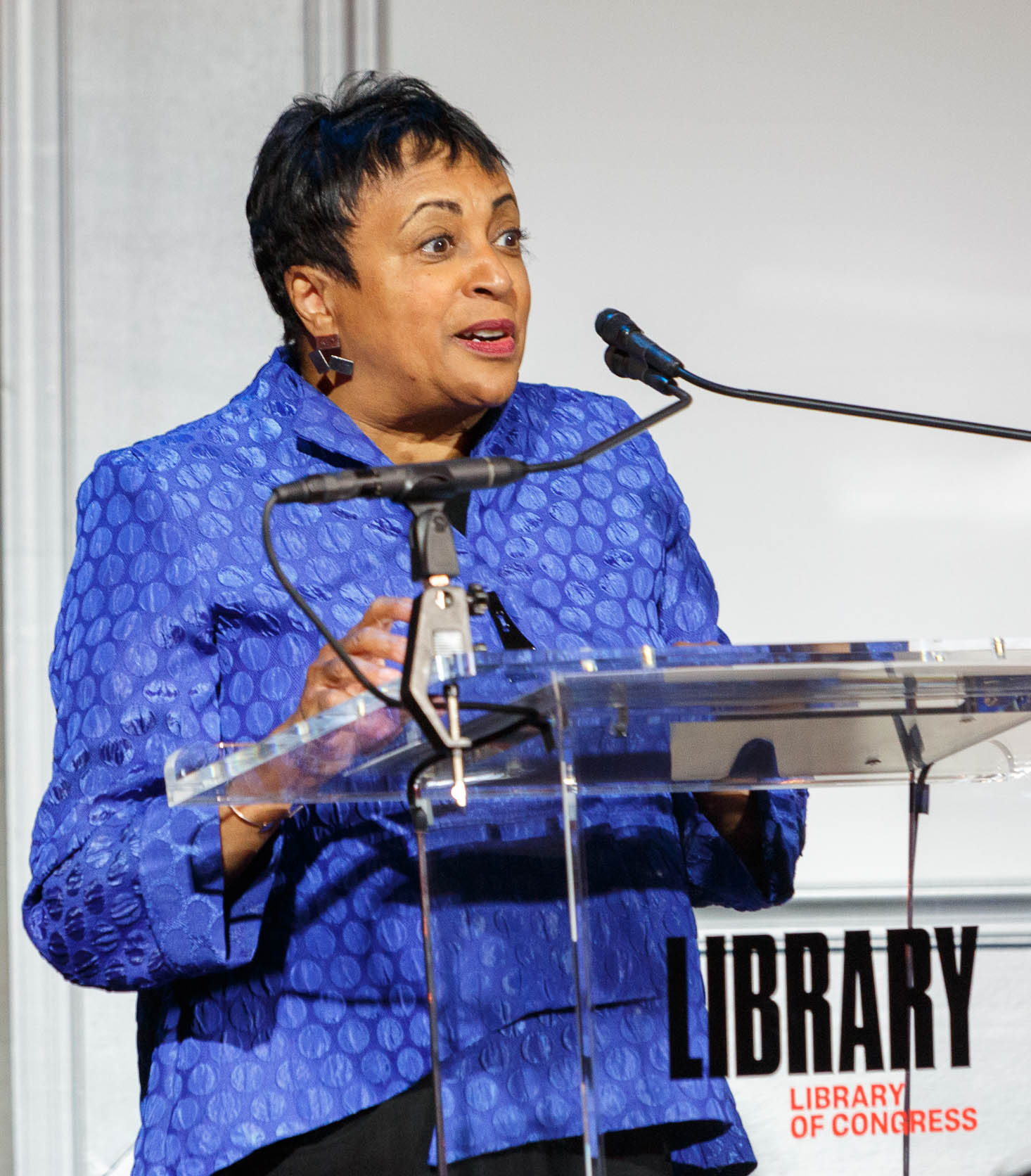
هایدن در سال ۲۰۱۹ صحبت می‌کند.

هایدن کار خود را در کتابخانه عمومی شیکاگو آغاز کرد و به کودکان مبتلا به اوتیسم داستان گفت. از سال ۱۹۷۳ تا ۱۹۷۹، او به عنوان کتابدار همکار/کتابدار کودکان در شعبه ویتنی یانگ کار کرد. از سال ۱۹۷۹ تا ۱۹۸۲، او به عنوان هماهنگ‌کننده خدمات نوجوانان فعالیت کرد. از سال ۱۹۸۲ تا ۱۹۸۷، هایدن به عنوان هماهنگ‌کننده خدمات کتابخانه در موزه علم و صنعت شیکاگو کار می‌کرد.
سپس هایدن به پیتسبورگ منتقل شد و به عنوان دانشیار در دانشگاه پیتسبورگ در مدرسه علوم اطلاعات از سال ۱۹۸۷ تا ۱۹۹۱ تدریس کرد، که در آن ای جی جوزی و اسپنسر شاو نیز در هیئت علمی بودند.
هایدن سپس به شیکاگو بازگشت و به عنوان معاون کمیسیونر و کتابدار ارشد کتابخانه عمومی شیکاگو فعالیت کرد، که این سمت‌ها را از سال ۱۹۹۱ تا ۱۹۹۳ در اختیار داشت. در طول زمان کار در کتابخانه عمومی شیکاگو، هایدن با میشل اوباما و باراک اوباما آشنا شد.
از سال ۱۹۹۳ تا ۲۰۱۶، هایدن مدیر اجرایی کتابخانه آزاد ایناک پرت در بالتیمور بود.
قبل و در طول ریاست خود بر انجمن کتابداران آمریکایی (ALA)، هایدن نقش مهمی در تأثیرگذاری بر ایجاد برنامه بورس تحصیلی اسپکتروم ایفا کرد، که اولین بار در سال ۱۹۹۷ توسعه یافت و بورس‌های تحصیلی سالانه ارائه می‌دهد. این برنامه بورس به دنبال جذب و تأمین مالی تحصیل دانشجویان رنگین‌پوست است تا به آن‌ها کمک کند مدارک تحصیلات تکمیلی و موقعیت‌های رهبری در این حوزه و ALA را کسب کنند.
در ژانویه ۲۰۱۰، رئیس‌جمهور باراک اوباما اعلام کرد که قصد دارد هایدن را به عنوان عضو هیئت خدمات ملی موزه و کتابخانه و بنیاد ملی هنرها و علوم انسانی نامزد کند.

## کتابخانه آزاد ایناک پرت
در تاریخ ۱ ژوئیه ۱۹۹۳، هایدن به عنوان مدیر کتابخانه آزاد ایناک پرت، سیستم کتابخانه عمومی در بالتیمور، مریلند منصوب شد.
در طول دوره مدیریت خود، هایدن نظارت بر افتتاح اولین شعبه جدید در ۳۵ سال گذشته و همچنین بازسازی شعبه مرکزی کتابخانه را بر عهده داشت. در جریان اعتراضات بالتیمور در سال ۲۰۱۵، هایدن کتابخانه‌های بالتیمور را باز نگه داشت، اقدامی که مورد تحسین قرار گرفت. وقتی از او خواسته شد که در مورد این دوره در یک مصاحبه با مجله تایم در سال ۲۰۱۶ فکر کند، او بیان کرد که از آنجا که بسیاری از فروشگاه‌ها در جامعه بسته بودند، «می‌دانستیم که [مردم] به دنبال آن مکان پناهگاه و آرامش و فرصت خواهند بود.»
او در تاریخ ۱۱ اوت ۲۰۱۶ این سمت را ترک کرد و به عنوان کتابدار کتابخانه کنگره منصوب شد.

## کتابدار کنگره
در ۲۴ فوریه ۲۰۱۶، رئیس‌جمهور باراک اوباما هایدن را به عنوان کتابدار بعدی کنگره معرفی کرد.

## افتخارات
در سال ۱۹۹۵، هایدن جایزه کتابدار سال را از لایبرری ژورنال دریافت کرد و اولین آمریکایی آفریقایی‌تبار بود که این جایزه را دریافت کرد.